# Confermazione civile
La confermazione civile è una cerimonia laica corrispondente alla confermazione cristiana. Viene celebrata per gli adolescenti che non appartengono a nessuna confessione religiosa ed ha la funzione di un rito di passaggio all'età adulta. 
In Europa è praticata sotto diverse forme in Germania, Danimarca, Norvegia, Finlandia, Svezia e Islanda.

## Germania
In Germania la confermazione civile, conosciuta come Jugendweihe, cominciò ad essere praticata nel XIX secolo negli ambienti dei liberi pensatori in alternativa al sacramento della Confermazione praticato dalla Chiesa cattolica e dalle Chiese luterane. Durante il regime nazista la cerimonia fu proibita e sostituita da una cerimonia di iniziazione nazista per i giovani chiamata Nationalsozialistische Jugendleite. Dopo la seconda guerra mondiale la cerimonia fu nuovamente ripresa. Nella Repubblica Democratica Tedesca la cerimonia fu tollerata fino al 1954, anno in cui la forma tradizionale fu cambiata adottando una nuova modalità che prevedeva da parte dei giovani un giuramento di fedeltà allo Stato socialista. Dopo la riunificazione della Germania, la confermazione civile è rimasta in voga nell'ex Germania Est ridiventando tuttavia un rito indipendente dal comunismo.
Oggi le cerimonie di Jugendweihe (chiamate anche Jugendfeier) sono organizzate in tutta la Germania a beneficio dei ragazzi di 14 anni da varie associazioni laiche, tra cui l'Associazione umanistica tedesca (Humanistische Verband Deutschland). I ragazzi seguono un corso di preparazione in cui vengono trattati argomenti come la storia, il multiculturalismo, i diritti civili, la natura e la tecnologia, i doveri civici e le relazioni umane. Alla fine del corso si svolge una cerimonia conclusiva in cui i ragazzi vengono chiamati per nome ad uno ad uno, salgono su un palco in piccoli gruppi e ricevono in dono un libro, una rosa, un biglietto di auguri, una stretta di mano e qualche parola di congratulazioni.

## Finlandia
In Finlandia la confermazione civile assume la forma di un campeggio chiamato Campeggio Prometeo (Prometheus-leiri). Il primo campeggio di questo tipo fu organizzato nel 1989 dall'Associazione finlandese degli insegnanti di filosofia, che ha un'ideologia basata su valori umanistici, ma apolitici e areligiosi. L'idea ha avuto successo ed è continuata anche in seguito; per l'organizzazione del campeggio è stata costituita un'apposita organizzazione, l'Associazione per il Campeggio Prometeo (Prometheus leirin tuki ry). Il Campeggio Prometeo è organizzato ogni anno dall'Associazione in collaborazione con le scuole non religiose ed è diretto ai ragazzi di 14-15 anni; dura una settimana ed è diretto principalmente ai ragazzi che non aderiscono ad una confessione religiosa, tuttavia vi partecipano anche ragazzi di famiglie religiose (soprattutto luterane) che hanno ricevuto o riceveranno la Confermazione cristiana. 
Durante il campeggio si svolgono discussioni, lavori di gruppo, giochi ed altre attività. Fra gli argomenti trattati, vi sono le disuguaglianze sociali, il pregiudizio e la discriminazione, le relazioni personali, la sessualità, la difesa dell'ambiente, le dipendenze da droghe e alcolici, le ideologie e le religioni. Ogni campeggio è coordinato da sette persone, due adulti e cinque giovani. Alla fine del campeggio c'è una cerimonia con la partecipazione delle famiglie, in cui i ragazzi ricevono dai coordinatori del campeggio un diploma, un medaglione argentato e una corona di foglie.

## Danimarca
In Danimarca, la confermazione civile fu introdotta nel 1915 dall'Associazione contro la Confermazione cristiana (Foreningen mod kirkelig konfirmation). Nel 1924 l'associazione cambiò nome, diventando Associazione per la Confermazione civile (Foreningen Borgelig Konfirmation). Negli anni settanta c'è stato un calo delle cerimonie organizzate dall'Associazione, tuttavia la confermazione civile è in voga ancora oggi nelle famiglie atee.

## Norvegia
In Norvegia, l'Associazione umanistica norvegese (Human-Etisk Forbund) ha organizzato cerimonie di confermazione civile a partire dal 1951. Le cerimonie sono organizzate per i ragazzi di 15 anni e sono precedute da corsi introduttivi. Negli ultimi dieci anni c'è stata una crescita di popolarità della confermazione civile, che nel 2006 è stata scelta dal 17% dei ragazzi norvegesi.

## Islanda
In Islanda l'associazione umanistica Sidmennt organizza la confermazione civile a partire dal 1989 per i ragazzi di 13 anni. I ragazzi partecipano ad un corso di preparazione in cui vengono trattati argomenti riguardanti l'etica, i diritti umani, le relazioni personali, l'uguaglianza, il pensiero critico, la protezione dell'ambiente, la sessualità e la prevenzione dell'abuso di stupefacenti. I corsi si svolgono a Reykjavík, durano dodici settimane e consistono in incontri settimanali di gruppo coordinati da insegnanti di filosofia. I giovani che non risiedono nella capitale possono concentrare il corso in due fine settimana. Alla fine del corso è prevista una cerimonia in cui i partecipanti ricevono un diploma. Alla cerimonia sono invitati anche autorevoli membri della società islandese, che tengono discorsi; durante la cerimonia, alcuni giovani eseguono musiche e canti.

## Svezia
In Svezia, l'associazione Humanisterna ha cominciato ad organizzare corsi e cerimonie di confermazione civile a partire dagli anni novanta per i ragazzi di 14-15 anni. Dopo qualche anno, i corsi sono stati sostituiti da un campeggio della durata di una settimana tenuto durante le vacanze estive, in cui si svolgono discussioni, lavori di gruppo, giochi ed altre attività. I temi trattati riguardano i diritti civili, l'uguaglianza, il razzismo, la pari opportunità tra i sessi, l'amore e la sessualità; gli argomenti possono tuttavia variare a seconda delle scelte dei partecipanti. Alla fine del campeggio si svolge una cerimonia, che prevede discorsi tenuti dagli organizzatori del campeggio e da oratori esterni appositamente invitati, quindi segue un saggio in cui i ragazzi mostrano ai familiari e agli invitati alcune attività che hanno effettuato durante il campeggio, come musiche e canzoni.